# Mistrzostwa Ameryki i Pacyfiku w Saneczkarstwie 2019
8. Mistrzostwa Ameryki i Pacyfiku w saneczkarstwie 2019 odbyły się w ramach zawodów Pucharu Świata w dniach 15 - 16 grudnia 2018 w amerykańskim Lake Placid. Zawodnicy rywalizowali w trzech konkurencjach: jedynkach kobiet, jedynkach mężczyzn oraz dwójkach mężczyzn.
Tegoroczną rywalizację w jedynkach zdominowali reprezentanci gospodarzy: wśród pań najlepsza była Emily Sweeney, natomiast u panów najlepszy okazał się Chris Mazdzer. Z kolei w rywalizacji dwójek mężczyzn zwyciężyli Kanadyjczycy w składzie: Justin Snith i Tristan Walker. Jednakże w tej konkurencji, z powodu zbyt małej liczby drużyn - do zawodów przystąpiły tylko 2 dwójki, tytuł oraz pozostałe medale nie zostały przyznane.

## Terminarz
| Data            | Konkurencja      | Złoto                                | Srebro                                            | Brąz               |
| --------------- | ---------------- | ------------------------------------ | ------------------------------------------------- | ------------------ |
| 16 grudnia 2018 | Jedynki kobiet   | Emily Sweeney                        | Summer Britcher                                   | Brittney Arndt     |
| 15 grudnia 2018 | Jedynki mężczyzn | Chris Mazdzer                        | Tucker West                                       | Jonathan Gustafson |
| 15 grudnia 2018 | Dwójki mężczyzn  | Kanada Tristan Walker · Justin Snith | Stany Zjednoczone Chris Mazdzer · Jayson Terdiman | -                  |

## Wyniki

### Jedynki kobiet
| Medal | Zawodniczka              | Narodowość        | 1. zjazd | 2. zjazd | Czas     | Strata |
| ----- | ------------------------ | ----------------- | -------- | -------- | -------- | ------ |
|       | Emily Sweeney            | Stany Zjednoczone | 43.837   | 44.106   | 1:27.943 | –      |
|       | Summer Britcher          | Stany Zjednoczone | 43.849   | 44.163   | 1:28.012 | +0.069 |
|       | Brittney Arndt           | Stany Zjednoczone | 43.997   | 44.066   | 1:28.063 | +0.120 |
| 4.    | Kimberley McRae          | Kanada            | 44.017   | 44.098   | 1:29.115 | +0.172 |
| 5.    | Raychel Michele Germaine | Stany Zjednoczone | 44.314   | 44.527   | 1:28.841 | +0.898 |
| 6.    | Brooke Apshkrum          | Kanada            | 44.629   | 44.668   | 1:29.297 | +1.354 |
| 7.    | Carolyn Maxwell          | Kanada            | 44.681   | 44.644   | 1:29.325 | +1.382 |
| 8.    | Verónica María Ravenna   | Argentyna         | 44.881   | 44.795   | 1:29.676 | +1.733 |

### Jedynki mężczyzn
| Medal | Zawodnik           | Narodowość        | 1. zjazd | 2. zjazd | Czas     | Strata |
| ----- | ------------------ | ----------------- | -------- | -------- | -------- | ------ |
|       | Chris Mazdzer      | Stany Zjednoczone | 51.668   | 51.647   | 1:43.315 | –      |
|       | Tucker West        | Stany Zjednoczone | 51.921   | 51.997   | 1:43.918 | +0.603 |
|       | Jonathan Gustafson | Stany Zjednoczone | 52.149   | 52.098   | 1:44.247 | +0.932 |
| 4.    | Reid Watts         | Kanada            | 52.390   | 52.090   | 1:44.480 | +1.165 |
| DNS   | Alexander Ferlazzo | Australia         |          |          |          |        |

### Dwójki mężczyzn
| Miejsce | Zawodnicy                     | Narodowość        | 1. zjazd | 2. zjazd | Czas     | Strata |
| ------- | ----------------------------- | ----------------- | -------- | -------- | -------- | ------ |
| 1.      | Tristan Walker/Justin Snith   | Kanada            | 44.295   | 44.066   | 1:28.358 | –      |
| 2.      | Chris Mazdzer/Jayson Terdiman | Stany Zjednoczone | 44.305   | 44.123   | 1:28.428 | +0.070 |